# 山口かおる
山口 かおる（やまぐち かおる、7月5日 - ）、旧芸名・本名：青木 香織（あおき かおり）は、日本の歌手。東京都葛飾区出身。日本クラウン所属。

## 来歴

### デビュー前
自分には歌しかないと歌手を夢見た少女が、テレビ東京『スターは君だ! ヤング歌謡大賞』のグランドチャンピオン大会にて優秀歌謡賞を受賞。更に「第1回 産経カラオケ大賞」の決勝大会で優秀賞をとり、『NHKのど自慢』コンクールでチャンピオン大会に出場した。その後、コロムビア新人歌手オーディションにてスカウトされた。

### コロムビア時代（青木香織）
コロムビア入社後、デビューに向けてボイストレーニングを重ね、清純派歌手として本名の「青木香織」名義で、シングル「速達」でデビューした。当日は赤坂警察署・一日警察署長として秋の交通安全運動の行事に参加、そしてオープンカーで赤坂―青山の目抜き通りをパレードという、珍しいデビューの第一歩を踏み出した。その後、「夢色酒」「夢子の酒場」「雨晴旅情」など演歌歌手としても脚光を浴びた。

### 日本クラウン時代（山口かおる）
読売巨人軍終身名誉監督・長嶋茂雄に「山口かおる」と命名された後、日本クラウンに移籍した。歌謡曲を好むカラオケファンに向けた「月の砂時計」を発売、各ラジオ局の推薦曲にもなった。次作「この空の下あなたがいるから」は、ラブ・バラードで、カップリング曲「傍らの夢物語」は2004年第37回日本作詩大賞最優秀新人賞作品である。
2007年7月、『NHK歌謡コンサート』の『歌コン金メダル』では「夢のまた夢」を歌唱し、歴代1位の99%の支持率を獲得。
2008年9月、ハスキーボイスがからむ「哀愁フラメンコ」が、クラウンヒット賞を受賞。
2010年4月発売の「ジェラシー」は、浜圭介のメロディーに、ハスキーヴォイスが加わり、各テレビ局で取り上げられた。同シングルにカップリングされた「二人の世界」は、浜圭介とのデュエットであった。
2010年11月発売の「献身」は1977年、秋庭豊とアローナイツの大ヒット曲を山口かおるバージョンにリメイクし発売、昭和の女の心が男性にも話題となった。副賞のカラオケ大会への参加者は男性が多いなど大好評で、応募517名と盛況のうちに終えた（優勝者は男性）。同カップリング曲の主題歌アダルト・モードは、山口かおる主演ボイスドラマとしてかつしかFM、Ustreamで放送され、若年層を中心に大好評となった。
2011年4月9日、東日本大震災義援チャリティコンサートを起案し開催　(主催：山口かおると歌仲間、亀有連合会 協賛　葛飾区）。
2011年7月発売の「許して」にて、繊細な女心を綴った歌詞にエキゾチックなハスキーボイスとキャッチーなアレンジがあいまって話題となった。
2012年4月、「山口かおるカラオケ教室」を開校。初代校長となる。
2012年5月発売の「愛の岸辺（はて）」にて、ハスキーで艶のある歌声が、カラオケファンの間で「山口かおる」の個性として存在感をさらに確かなものとさせた。
2012年10月、地域安全活動貢献で葛飾警察長より感謝状授与。
2013年9月、「運命じゃない」全国カラオケ大会開催。同月には20周年記念コンサートも開催した。

## 人物
- 歌唱ジャンルは、清純派・演歌・バラード・リズム歌謡・ポップスなど幅広く多彩である。

- 独特のハスキーボイスが特徴。クールな見た目とは裏腹に相当なおっちょこちょいな所も。しかし本人はそうではないと信じている。

- 「香音鈴」（かおりん）名義で、作詞・作曲・編曲家としてのプロデュース活動もしている他、映画俳優・声優（ラジオドラマ主演）・テレビ番組司会者・パーソナリティ・カラオケ審査員として幅広く活動している。特に関西での仕事が多く、現在「のりつっこみ」を習得中。

- ボウリングが得意でスコアはプロ並みの持ち主。趣味はドライブ・買い物で焼き肉と赤身のステーキが大好物である。

- 日本ユネスコ協会連盟加盟 神戸ユネスコ協会会員。

- 芸能プロダクション「K&A株式会社」を経営しており、山口自身の他「石川敏男(芸能リポーター)」「荒木田範文(FRIDAYデジタル)」「桐谷広人(棋士・投資家)」が所属している。

- 「山口かおる」の名付け親は読売ジャイアンツ終身名誉監督の長嶋茂雄。長嶋自身も山口のことを何かと気にかけていたという[3]。

## ディスコグラフィ

### シングル
- 青木香織名義（日本コロムビア）

| # | 発売日          | 曲順 | タイトル     | 作詞   | 作曲   | 編曲     | 規格品番  |
| - | --------------- | ---- | ------------ | ------ | ------ | -------- | --------- |
| 1 | 1993年 9月21日  | 01   | 速達         | 建石一 | 聖川湧 | 南郷達也 | CODA-250  |
| 1 | 1993年 9月21日  | 02   | 身がわり     | 建石一 | 聖川湧 | 南郷達也 | CODA-250  |
| 2 | 1995年 4月21日  | 01   | 夢色酒       | 建石一 | 聖川湧 | 南郷達也 | CODA-622  |
| 2 | 1995年 4月21日  | 02   | すれちがい   | 建石一 | 聖川湧 | 南郷達也 | CODA-622  |
| 3 | 1996年 5月21日  | 01   | 夢子の酒場   | 建石一 | 聖川湧 | 南郷達也 | CODA-929  |
| 3 | 1996年 5月21日  | 02   | 雨晴旅情     | 建石一 | 聖川湧 | 南郷達也 | CODA-929  |
| 4 | 1997年 11月21日 | 01   | 幸せさがし   | 建石一 | 聖川湧 | 南郷達也 | CODA-1381 |
| 4 | 1997年 11月21日 | 02   | 夢に酔わせて | 建石一 | 聖川湧 | 南郷達也 | CODA-1381 |
| 5 | 1999年 7月17日  | 01   | 情念海峡     | 建石一 | 聖川湧 | 南郷達也 | CODA-1763 |
| 5 | 1999年 7月17日  | 02   | 置き手紙     | 建石一 | 聖川湧 | 南郷達也 | CODA-1763 |
| 6 | 2001年 3月17日  | 01   | 想い出飾り   | 建石一 | 聖川湧 | 南郷達也 | CODA-1951 |
| 6 | 2001年 3月17日  | 02   | 明日川       | 建石一 | 聖川湧 | 南郷達也 | CODA-1951 |

- 山口かおる名義（日本クラウン）
  - 「香音鈴」は山口のペンネーム。

| #  | 発売日         | 曲順 | タイトル                     | 作詞         | 作曲     | 編曲     | 規格品番  |
| -- | -------------- | ---- | ---------------------------- | ------------ | -------- | -------- | --------- |
| 1  | 2004年 7月22日 | 01   | 月の砂時計                   | 田久保真見   | 杉本眞人 | 竜崎孝路 | CRCN-1149 |
| 1  | 2004年 7月22日 | 02   | 哀しみ万華鏡                 | 田久保真見   | 杉本眞人 | 竜崎孝路 | CRCN-1149 |
| 2  | 2005年 7月21日 | 01   | この空の下にあなたがいるから | 田久保真見   | 杉本眞人 | 竜崎孝路 | CRCN-1198 |
| 2  | 2005年 7月21日 | 02   | 傍の夢物語                   | 武内雅明     | 蔦将包   | 蔦将包   | CRCN-1198 |
| 3  | 2006年 7月5日  | 01   | 夢のまた夢                   | こはまかずえ | 叶弦大   | 川口真   | CRCN-1259 |
| 3  | 2006年 7月5日  | 02   | のうぜんかずら               | 田久保真見   | 田尾将実 | 川口真   | CRCN-1259 |
| 4  | 2008年 9月3日  | 01   | 哀愁フラメンコ               | かず翼       | 徳久広司 | 桜庭伸幸 | CRCN-1373 |
| 4  | 2008年 9月3日  | 02   | 愛は瞳の中に                 | かず翼       | 徳久広司 | 桜庭伸幸 | CRCN-1373 |
| 5  | 2009年 6月3日  | 01   | 悲しきカルメン               | かず翼       | 徳久広司 | 桜庭伸幸 | CRCN-1417 |
| 5  | 2009年 6月3日  | 02   | ホーリー・ナイト             | かず翼       | 徳久広司 | 桜庭伸幸 | CRCN-1417 |
| 6  | 2010年 4月7日  | 01   | ジェラシー                   | 岡田冨美子   | 浜圭介   | 若草恵   | CRCN-1464 |
| 6  | 2010年 4月7日  | 02   | 二人の世界                   | 岡田冨美子   | 浜圭介   | 若草恵   | CRCN-1464 |
| 7  | 2010年 11月3日 | 01   | 献身                         | 山口あかり   | 徳久広司 | 前田俊明 | CRCN-1501 |
| 7  | 2010年 11月3日 | 02   | アダルトモード               | 及川眠子     | 中崎英也 | 矢田部正 | CRCN-1501 |
| 8  | 2011年 7月6日  | 01   | 許して                       | 岡田冨美子   | 浜圭介   | 若草恵   | CRCN-1546 |
| 8  | 2011年 7月6日  | 02   | あの日の愛に帰りたい         | 岡田冨美子   | 浜圭介   | 若草恵   | CRCN-1546 |
| 9  | 2012年 5月9日  | 01   | 愛の岸辺                     | 荒木とよひさ | 羽場仁志 | 竹内弘一 | CRCN-1615 |
| 9  | 2012年 5月9日  | 02   | 染められて 乱されて          | 荒木とよひさ | 羽場仁志 | 竹内弘一 | CRCN-1615 |
| 10 | 2013年 1月9日  | 01   | 運命じゃない                 | 及川眠子     | 中崎英也 | 中崎英也 | CRCN-1667 |
| 10 | 2013年 1月9日  | 02   | 夢で抱いて                   | 及川眠子     | 中崎英也 | 中崎英也 | CRCN-1667 |
| 11 | 2013年 12月4日 | 01   | 愛と憎しみの間に             | 麻こよみ     | 徳久広司 | 矢野立美 | CRCN-1749 |
| 11 | 2013年 12月4日 | 02   | 哀しい夜                     | 麻こよみ     | 徳久広司 | 矢野立美 | CRCN-1749 |
| 12 | 2014年 12月3日 | 01   | しまなみ海道                 | 下地亜記子   | 樋口義高 | 矢田部正 | CRCN-1836 |
| 12 | 2014年 12月3日 | 02   | 朝霧高原                     | 下地亜記子   | 樋口義高 | 矢田部正 | CRCN-1836 |
| 13 | 2015年 11月4日 | 01   | アモーレ・ミオ               | 下地亜記子   | 樋口義高 | 矢田部正 | CRCN-1910 |
| 13 | 2015年 11月4日 | 02   | はぐれ花                     | 下地亜記子   | 樋口義高 | 矢田部正 | CRCN-1910 |
| 14 | 2016年 9月7日  | 01   | 大阪波止場                   | 仁井谷俊也   | 樋口義高 | 矢田部正 | CRCN-1989 |
| 14 | 2016年 9月7日  | 02   | あなた雪になったのね         | こはまかずえ | 樋口義高 | 矢田部正 | CRCN-1989 |
| 15 | 2017年 7月5日  | 01   | 泣かせて大阪                 | 仁井谷俊也   | 徳久広司 | 前田俊明 | CRCN-8073 |
| 15 | 2017年 7月5日  | 02   | 砂漠の薔薇                   | 伊藤美和     | 樋口義高 | 矢田部正 | CRCN-8073 |
| 15 | 2017年 7月5日  | 03   | 牡蠣のうた                   | 香音鈴       | 香音鈴   | 香音鈴   | CRCN-8073 |
| 16 | 2018年 8月29日 | 01   | 最後の恋人                   | かず翼       | 木村竜蔵 | 矢田部正 | CRCN-8176 |
| 16 | 2018年 8月29日 | 02   | 恋愛小説                     | かず翼       | 木村竜蔵 | 矢田部正 | CRCN-8176 |
| 17 | 2019年 6月5日  | 01   | うぬぼれて                   | かず翼       | 木村竜蔵 | 矢田部正 | CRCN-8251 |
| 17 | 2019年 6月5日  | 02   | 恋はフィーリング             | かず翼       | 木村竜蔵 | 矢田部正 | CRCN-8251 |
| 17 | 2019年 6月5日  | 03   | 山王の夜                     | 香音鈴       | 香音鈴   | 香音鈴   | CRCN-8251 |
| 18 | 2020年 12月2日 | 01   | ガラスの薔薇                 | 渡辺なつみ   | 浜圭介   | 若草恵   | CRCN-8375 |
| 18 | 2020年 12月2日 | 02   | 旅立ちの街                   | 渡辺なつみ   | 浜圭介   | 矢田部正 | CRCN-8375 |
| 19 | 2021年 12月8日 | 01   | 夜は眠れなくて               | 数丘夕彦     | 浜圭介   | 坂本昌之 | CRCN-8444 |
| 19 | 2021年 12月8日 | 02   | あなたを奪いたい             | 森下玲可     | 浜圭介   | 坂本昌之 | CRCN-8444 |
| 20 | 2023年 8月30日 | 01   | ふた情け                     | 荒木とよひさ | 浜圭介   | 西村真吾 | CRCN-8600 |
| 20 | 2023年 8月30日 | 02   | 三行半のブルース             | 朝比奈京仔   | 浜圭介   | 西村真吾 | CRCN-8600 |
| 20 | 2023年 8月30日 | 03   | 葛飾細田かんらん音頭         | 中野不二夫   | 香音鈴   | 矢田部正 | CRCN-8600 |
| 21 | 2025年 3月26日 | 01   | 悪女のララバイ               | 朝比奈京仔   | 徳久広司 | 矢田部正 | CRCN-8736 |
| 21 | 2025年 3月26日 | 02   | 三軒茶屋で…                  | 朝比奈京仔   | 徳久広司 | 矢田部正 | CRCN-8736 |

### アルバム
- 青木香織名義（日本コロムビア）

| 発売日        | タイトル           | 規格品番   |
| ------------- | ------------------ | ---------- |
| 1996年6月21日 | 日本のおんな十二章 | COCA-13423 |

- 山口かおる名義（日本クラウン）

| 発売日        | タイトル                                     | 規格品番       |
| ------------- | -------------------------------------------- | -------------- |
| 2009年3月4日  | 歌謡曲集「哀愁フラメンコ」                   | CRCN-20354     |
| 2016年3月2日  | 歌謡曲集2〜アモーレ・ミオ〜                  | CRCN-20419     |
| 2019年6月5日  | 歌謡曲集3〜VOICE〜                           | CRCN-20460     |
| 2023年8月30日 | デビュー30周年記念ベストアルバム〜ジュエル〜 | CRCN-41466〜67 |

### 映像作品
| 発売日       | タイトル                       | 規格 | 規格品番 |
| ------------ | ------------------------------ | ---- | -------- |
| 2019年7月3日 | ミュージックビデオコレクション | DVD  | CRBN-80  |

### タイアップ曲
| 年     | 楽曲       | タイアップ                                           |
| ------ | ---------- | ---------------------------------------------------- |
| 2017年 | 牡蠣のうた | 伊豆高原旅の駅・ぐらんぱるぽーと「かき大将」CMソング |
| 2019年 | 山王の夜   | 秋田市山王「秋田21ビル」CMソング                     |

## 楽曲提供
- 甲斐成道
  - 「オール ナイト」（作詞・作曲）
  - 「さすらい旅人」（作詞・作曲）

## 出演

### 歌番組
アマチュア時代
- スターは君だ! ヤング歌謡大賞（テレビ東京）
- NHKのど自慢（NHK総合）

司会
- はま歌SHOW（テレビ神奈川）
- カラオケ名人 歌う宅配紀行・山口（山口朝日放送）
- Jソングアワー 〜あの人の歌が聞こえる〜（チバテレビ）
- 歌謡ポップスチャンネル（スカパー!）

ゲスト出演
- NHK歌謡コンサート（NHK総合）
- BS日本のうた（NHK BSプレミアム）
- サブちゃんと歌仲間（テレビ東京）
- 新・平成歌謡塾（BS朝日）
- 演歌百撰（日本BS放送（BS11デジタル)）

### バラエティ番組
- 金曜バラエティー（NHK総合）
- クイズ!脳ベルSHOW（2021年2月1日・2日、BSフジ）

### ラジオ
アマチュア時代
- NHKのど自慢（NHKラジオ第1）

司会
- 山口かおると横沢丈二の二人の世界（かつしかFM）
- 山口かおるの歌模様（FM OZE）
- 葛飾生まれの歌模様（かつしかFM）
- 山口かおると石川敏男の二人の世界（かつしかFM）
- 元気DE満タン！ 石川敏男の勝手に演歌応援団長（レインボータウンFM）
- 山口かおる・石川敏男のオトナの世界（ラジオ関西／毎週火曜21:00〜）

ゲスト出演
- 日曜バラエティー（NHKラジオ第1）
- 歌の散歩道（NHKラジオ第1）
- きらめき歌謡ライブ（NHKラジオ第1）
- はっけんラジオ（NHKラジオ第1）
- 夕べのひと時（NHKFM（福岡））
- FMトワイライト（NHKFM（名古屋））
- ゴジラジ（NHKラジオ第1名古屋放送局）
- ミッキー安川の朝まで勝負（ラジオ日本）
- ラジオドラマ恋愛遊戯「アダルトモード」（かつしかFM、Ustream） - 主演
- ラジオドラマ甲子園「続・アダルトモード」（レインボータウンエフエム放送、Ustream） - 主演

### 映画
- 兄弟挽歌（2014年4月19日公開、オールインエンタテインメント）

### CM
- 秋田21ビル（秋田テレビにてオンエア）

### WEBラジオ
司会
- 山口かおるが『紅白』出るまで応援してね。俺、石川敏男が応援団長だけどね。（ソラトニワステーション）

## 公的活動

### 一日警察署長
- 1993年9月 - 赤坂警察署
- 1996年9月 - 葛飾警察署・亀有警察署、10月 - 深川警察署
- 2000年10月 - 大宮西警察署
- 2005年4月 - 葛飾警察署
- 2009年9月 - 尾久警察署「交通安全の集い」、10月 - 葛飾警察署、亀有警察署「地域安全の集い」
- 2010年9月 - 福生警察署、10月 - 葛飾警察署、亀有警察署「地域安全の集い」
- 2012年10月 - 地域安全活動貢献　葛飾警察署長より感謝状授与

### 一日消防署長
- 2003年3月 - 本田消防署

### 一日郵便局長
- 1993年10月 - 郵便創業123年 ありがとうキャンペーンガールとして活躍
- 1994年4月 - 葛飾新宿郵便局
- 1996年4月 - 落合郵便局
- 1997年4月 - 伏木郵便局
- 1998年4月 - 本郷郵便局
- 1999年4月 - 品川郵便局
- 2000年4月 - 葛飾郵便局
- 2010年4月 - 佐倉郵便局
- 2010年4月 - 銀座郵便局
- 2012年 - 品川郵便局（100周年記念）